# Rhaphium subfurcatum
Rhaphium subfurcatum är en tvåvingeart som beskrevs av Van Duzee 1932. Rhaphium subfurcatum ingår i släktet Rhaphium och familjen styltflugor.
Artens utbredningsområde är Wyoming. Inga underarter finns listade i Catalogue of Life.